# (31543) 1999 DM5
1999 DM5 (asteroide 31543) é um asteroide da cintura principal. Possui uma excentricidade de 0.12215470 e uma inclinação de 14.36903º.
Este asteroide foi descoberto no dia 17 de fevereiro de 1999 por LINEAR em Socorro.